# Cimex dissimilis
Cimex dissimilis is een wants uit de familie van de Cimicidae (Bedwantsen). De soort werd het eerst wetenschappelijk beschreven door Géza Horváth in 1910.

## Uiterlijk
De ovaal gevormde wants is zeer kortvleugelig (micropteer) en kan 4,5 tot 5,5 mm lang worden. Hij is geelbruin tot roodbruin of donkerder. Ze hebben een relatief brede kop, halsschild en achterlichaam. Het scutellum is licht gebold. De steeksnuit is kort en stevig. Van de antennes is het eerste segment dik en kort (1,2 keer zo lang als dat het breed is), het tweede is dun en lang, de laatste twee segmenten zijn dun.

## Leefwijze
De soort overleeft de winter als imago en als nimf zonder te eten. Ze zijn te vinden in kraamkamers en nestkasten van vleermuizen waar ze van bloed van de vleermuizen drinken. Ze worden gevonden bij bijvoorbeeld: Myotis, Nyctalus, Pipistrellus en Rhinolophus -soorten.

## Leefgebied
De wants is in Nederland van 1940 tot 2016 niet meer waargenomen maar dat komt mogelijk door de manier van leven. Ze komen voor van West- en Midden-Europa tot Azië.